# Narval-Klasse
| Narval-Klasse                                                             | Narval-Klasse                                                                                         |                                               |
| ------------------------------------------------------------------------- | --- | --------------------------------------------- |
| Espadon (S 637) als Museumsschiff in einem U-Boot-Bunker in Saint-Nazaire | |                                               |
| Allgemeine Daten                                                          | |                                               |
| Schiffstyp:                                                               | U-Boot                                                                                                |                                               |
| Marine:                                                                   | Marine Nationale                                                                                      |                                               |
| Bauwerften:                                                               | - Arsenal de Cherbourg (Cherbourg) - AC Augustin Normand (Le Havre) - AC de la Seine Maritime (Rouen) |                                               |
| Einheiten:                                                                | 6 |                                               |
| Boote des Typs                                                            | |                                               |
| Dauphin, Espadon, Marsouin, Morse, Narval, Requin                         | |                                               |
| Technische Daten                                                          | |                                               |
| Besatzung:                                                                | 63 |                                               |
| Verdrängung:                                                              | - über Wasser: 1635 ts - unter Wasser: 1910 ts                                                        |                                               |
| Länge:                                                                    | 78,4 m                                                                                                |                                               |
| Breite:                                                                   | 7,8 m                                                                                                 |                                               |
| Tiefgang:                                                                 | 5,2 m                                                                                                 |                                               |
| Antrieb:                                                                  | - Diesel: 3281 kW - Elektrisch: 3729 kW                                                               |                                               |
| Geschwindigkeit:                                                          | - aufgetaucht: 16 kn (30 km/h) - getaucht: 18 kn (33 km/h)                                            |                                               |
| Fahrbereich:                                                              | - über Wasser bei 8 kn: - 15000 NM (27780 km)                                                         | - über Wasser bei 8 kn: - 15000 NM (27780 km) |
| Bewaffnung                                                                | |                                               |
| Torpedos:                                                                 | 8 × 550-mm-Torpedorohr (6 im Bug, 2 im Heck)                                                          |                                               |

Die Narval-Klasse war eine in den 1950ern gebaute U-Boot-Klasse der französischen Marine. Die Konstruktion wurde von den deutschen Typ XXI-U-Booten beeinflusst. Wegen ihrer Größe und der hohen Treibstoffvorräte wurden die Boote bei weitreichenden Hochseepatrouillen eingesetzt. Daher wurden diese Boote in Frankreich auch als Sous-marin d'escadre (Flottenuboote) klassifiziert.
Alle sechs gebauten U-Boote dieser Klasse wurden bis 1992 stillgelegt.

## Geschichte
Bei den Hochsee-U-Booten der Narval-Klasse handelt es sich, zusammen mit den Küsten-U-Booten der Aréthuse-Klasse, um die ersten U-Boot-Neubauten Frankreichs nach dem Ende des Zweiten Weltkriegs. Bis dahin hatte die französische Marine lediglich Eigenentwicklungen (z. B. Aurore-Klasse) aus der Vorkriegszeit, die zum Teil erst nach dem Krieg fertig gebaut und in Dienst gestellt werden konnten, sowie überlassene britische Konstruktionen (S-Klasse) und ehemals deutsche U-Boote, die bei der Befreiung Frankreichs durch die Alliierten in französischen Häfen verblieben (Typ VII und IX) bzw. nach dem Krieg (1946) aus britischen Beutebeständen übergeben worden waren (Typ XXI und XXIII) zur Verfügung. Gerade die Erfahrungen mit dem Typ-XXI-Boot U 2518, das noch bis 1951 unter diesem Namen und nach einem Umbau bis 1967 als Roland Morillot im Dienste der Marine nationale stand, waren eine starke Inspiration für das Projekt E-48, aus dem die Entwicklung der Narval-Klasse hervorging. Somit kann diese Klasse als eine konsequente französische Weiterentwicklung des deutschen Typs XXI betrachtet werden, wobei sie dessen Leistungen übertraf.
Das Gros der Klasse versah, mit Ausnahme einiger Aufenthalte im Mittelmeer, seine gesamte Dienstzeit beim zweiten U-Bootgeschwader (franz.: 2e Escadrille de sous-marins – 2e ESM, später Escadrille de sous-marins de l'Atlantique – ESMA bzw. ESMAT) im Stützpunkt Keroman in Lorient. Lediglich Morse wechselte mehrmals zum ersten U-Bootgeschwader nach Toulon (franz.: 1ère Escadrille de sous-marins – 1ère ESM, später Escadrille de sous-marins de la Méditerranée – ESMM bzw. ESMED).
Mit der Narval-Klasse wurden die Grenzen der Leistungsfähigkeit der damaligen Unterseeboote auf verschiedene Weisen getestet. So brachen 1958 die Dauphin und Requin den damaligen Weltrekord von 30 Tagen Unterwasserfahrt, der zu dieser Zeit durch die amerikanischen Atom-U-Boote Skate und Seawolf gehalten wurden, mit Tauchfahrten von 32 bzw. 42 Tagen. Als Vorbereitung der ersten französischen Versuche zur Navigation unter der arktische Eisfläche wurden 1964 Espadon und Marsoin bis zum 70. nördlichen Breitengrad entsandt. Die eigentlichen Navigationsversuche führten ein Jahr später die Dauphin und Narval durch, als sie eineinhalb Wochen in der Nähe des 72. Breitengrades verbrachten. Diese Versuche müssen vor dem Hintergrund der damals aktuellen Entwicklung von eigenen Atom-U-Booten für die Marine nationale (Le Redoutable-Klasse) gesehen werden, die aufgrund ihrer Antriebsart für Operationen unter geschlossenen Eisdecken geeignet sind.
Die Boote der Narval-Klasse dienten zudem als Testplattformen zur Erprobung von Komponenten für die französischen Atom-U-Boote. So wurde auf der Requin in den letzten Jahren ihrer Dienstzeit ab 1980 das Sonarsystem, welches für die M4-Modernisierung der französischen Atom-U-Boote mit ballistischen Raketen (franz.: Sous-Marins nucleaires lanceurs engins – SNLE) vorgesehen war, erprobt. In ähnlicher Weise wurde die Dauphin ab 1986 umfangreichen Modifikationen unterzogen, um als Erprobungsträger für Ausrüstung und Sensoren zu dienen, die auf den – ebenfalls mit ballistischen Raketen bewaffneten – Atom-U-Booten der Triomphant-Klasse zum Einsatz kommen sollten, die sich damals gerade in der Entwicklung befanden. Dazu wurde 1990 sogar der schneidenförmige Bug umgebaut und in eine runde – den französischen Atom-U-Booten ähnelnde – Form gebracht. Als die Dauphin schließlich 1992 endgültig außer Dienst gestellt wurde, war sie das am längsten in Dienst befindliche und am stärksten modifizierte Unterseeboot ihrer Klasse.

## Technik
Im Vergleich zum deutschen Typ XXI verfügte die Narval-Klasse über eine um ein Drittel größere Reichweite im Batteriebetrieb (400 sm im Vergleich zu 290 sm beim Typ XXI). Zudem übertraf sie die Testtauchtiefe des Typs XXI um das Doppelte. Weitere Verbesserungen waren eine vollkommen neue Schnorchelanlage, auf Geräuschminimierung optimierte Propeller und vor allem neuere Ortungssysteme (aktiv und passiv SONAR, RADAR).
Die gegen Ende des Zweiten Weltkriegs mit dem Typ XXI im U-Bootbau eingeführte Sektionsbauweise kam auch bei der Narval-Klasse zur Anwendung. So bestanden diese Boote aus sieben zusammengeschweißten 10 m langen Sektionen. Weitere Gemeinsamkeiten mit dem Typ XXI waren der Zwei-Wellen-Antrieb und das Vorhandenseins eines richtigen Turms oberhalb der Zentrale, der die Sehrohre anstelle des sonst bei modernen U-Boot üblichen einfachen Einstiegsschachtes in der Turmverkleidung enthielt, sowie eine Batterie von sechs Bugtorpedorohren. Zusätzlich verfügte die Narval-Klasse in ihrer ursprünglichen Konfiguration noch über zwei Hecktorpedorohre, die bei der späteren Modernisierung aller Boote entfielen. Die Torpedorohre hatten das übliche französische Standardkaliber vom 550 mm (Typ XXI 533 mm). Nach dem Umbau verblieben den Booten noch 14 Reservetorpedos im Bugtorpedoraum, sodass mit den sechs Torpedos in den Bugtorpedorohren insgesamt 20 Torpedos mitgeführt werden konnten.
Die Batterie war unterhalb der Mannschaftsquartiere vollständig im vorderen Bootsbereich zwischen Zentrale und Bugtorpedoraum angeordnet. Achtern der Zentrale befanden sich die Kombüse und die Maschinenräume. Der Dieselantrieb bestand zunächst aus Zweitaktmotoren der Firma Schneider, die sich allerdings als unzuverlässig und so laut erwiesen, dass es bei Höchstfahrt schwierig wurde, den Maschinenraum zu bemannen.
Von 1966 bis 1970 wurden alle Boote der Klasse einer intensiven Modernisierung unterzogen, im Zuge derer die Antriebsanlage durch ein diesel-elektrisches System, das auf dem SEMT-Pielstick 12PA4-185 basierte, ersetzt wurde. Weiterhin wurden die Hecktorpedorohre ausgebaut und die Elektronik erneuert. Deutlichstes Zeichen der Modernisierungsmaßnahmen war die Änderung der Turmverkleidung von der ursprünglichen abgestuften Form mit niedriger Brücke und darüber hinausragender schmaler Verkleidung der Ausfahrgeräte in eine vollere abgerundete, der Daphné-Klasse angenäherte, Form mit deutlich größerer Brückenhöhe.

## Einheiten und Verbleib
– Marine nationale
Die französische Marine erhielt sechs Einheiten der Narval-Klasse, die auf verschiedenen Werften gebaut wurden. Die Boote wurden dann in den späten 1960er-Jahren stark modifiziert. Seit 1992 sind alle Boote der Klasse außer Dienst gestellt. Bis auf Espadon, die 1985 zum ersten Museums-U-Boot Frankreichs wurde und so erhalten blieb, wurden alle Boote der Klasse verschrottet oder als Zielschiffe versenkt.
| Kennung | Name             | Bauwerft                          | Kiellegung        | Stapellauf         | Indienststellung | Einheit | Außerdienststellung | Verbleib                                                            |
| ------- | ---------------- | --------------------------------- | ----------------- | ------------------ | ---------------- | --- | ------------------- | ------------------------------------------------------------------- |
| S 631   | Narval (Q 231)   | Arsenal de Cherbourg in Cherbourg | Ende 1951         | 11. Dezember 1954  | 1. Dezember 1957 | 2e ESM in Lorient | 15. Juni 1983       | ab dem 6. Februar 1986 in Lorient verschrottet                      |
| S 632   | Marsouin (Q 232) | Arsenal de Cherbourg in Cherbourg | 1954              | 21. Mai 1955       | 1. Oktober 1957  | 2e ESM in Lorient | 8. November 1982    | Hulk Q 633, ab dem 6. Februar 1986 in Lorient verschrottet          |
| S 633   | Dauphin (Q 233)  | Arsenal de Cherbourg in Cherbourg | 1953              | 17. September 1955 | 1. August 1958   | 2e ESM in Lorient | 31. Dezember 1992   | Hulk Q 694, am 17. Dezember 2003 vor Toulon als Zielschiff versenkt |
| S 634   | Requin (Q 234)   | Arsenal de Cherbourg in Cherbourg | Juni 1952         | 3. Dezember 1955   | 1. August 1958   | 2e ESM in Lorient | 1. November 1985    | Hulk Q 656, am 31. Mai 1996 vor Toulon als Zielschiff versenkt      |
| S 637   | Espadon (Q 237)  | AC Augustin Normand in Le Havre   | März 1957         | 15. September 1958 | 1. April 1960    | 2e ESM in Lorient | 11. September 1985  | seit dem 26. Juni 1987 Museumsschiff in Saint-Nazaire               |
| S 638   | Morse (Q 238)    | AC de la Seine Maritime in Rouen  | 27. Dezember 1956 | 10. Dezember 1958  | 1. Mai 1960      | 1ère ESM in Toulon (1960–1962) 2e ESM in Lorient (1962–1969) 1ère ESM in Toulon (1969–1972) 2e ESM im Lorient (1972–1986) | 19. Dezember 1986   | Hulk Q 672, ab dem 19. Februar 1991 in Neapel verschrottet          |

## Bilder

Die beiden U-Boote Espadon (links) und Dauphin (rechts) der Narval-Klasse neben dem Tender Rhone A622 vor dem U-Boot-Bunker in La Pallice. Deutlich sind die unterschiedlichen Turmformen vor und nach der Modernisierung zu erkennen.

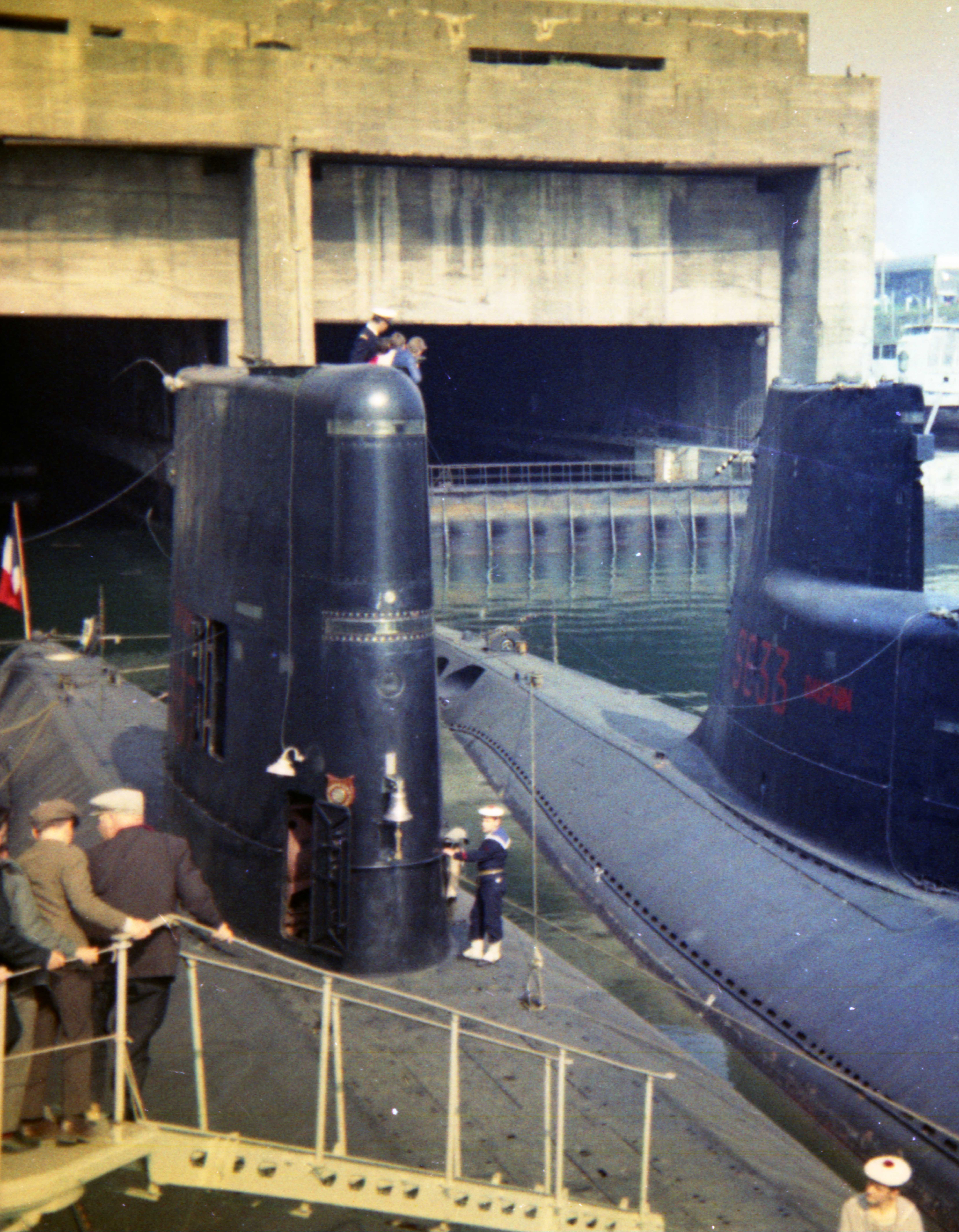
Nahaufnahme der Espadon (links) mit neuer und Dauphin (rechts) mit alter Turmverkleidung in La Pallice
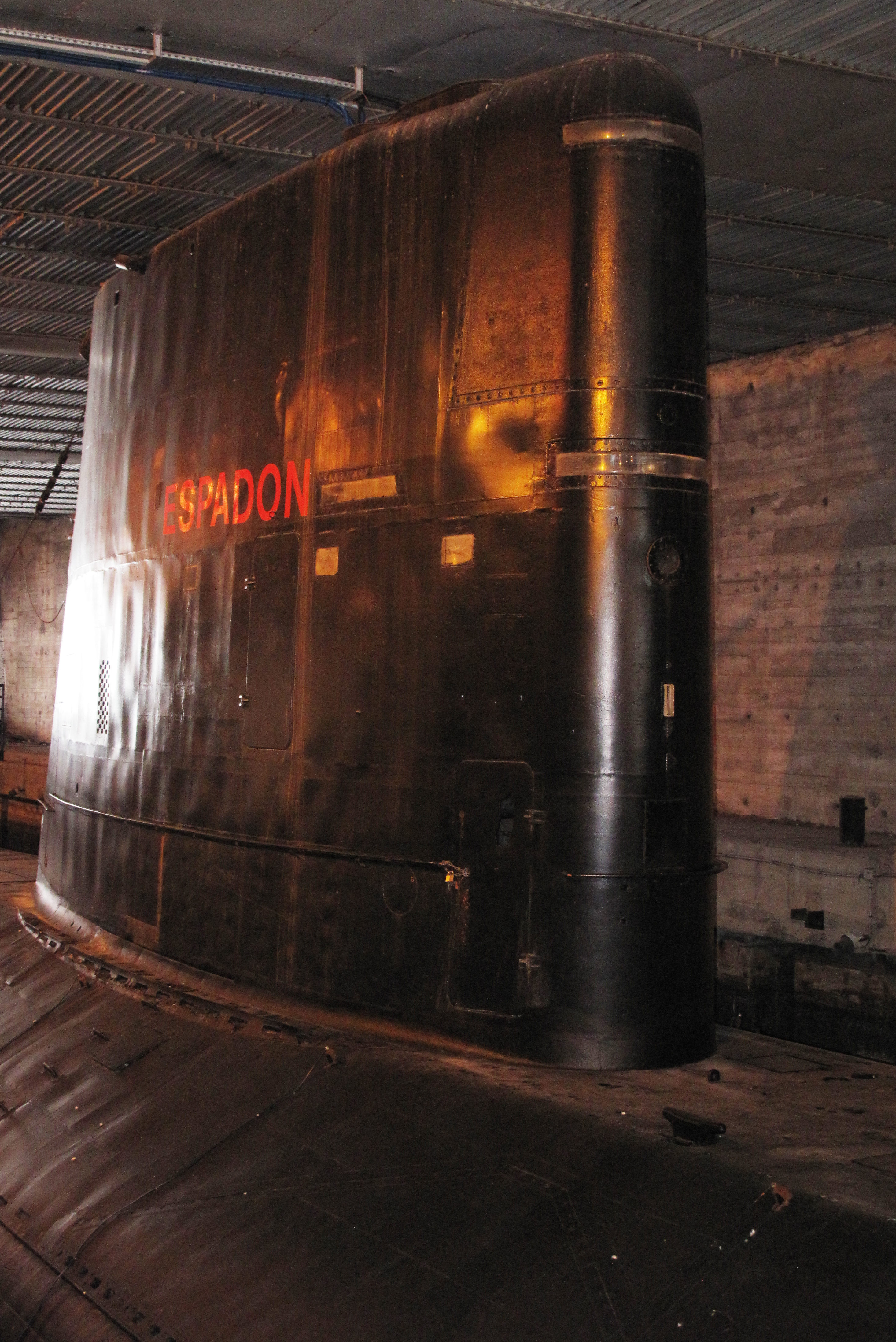
Turm des Museums-U-Bootes Espadon im Nassbunker in Saint-Nazaire
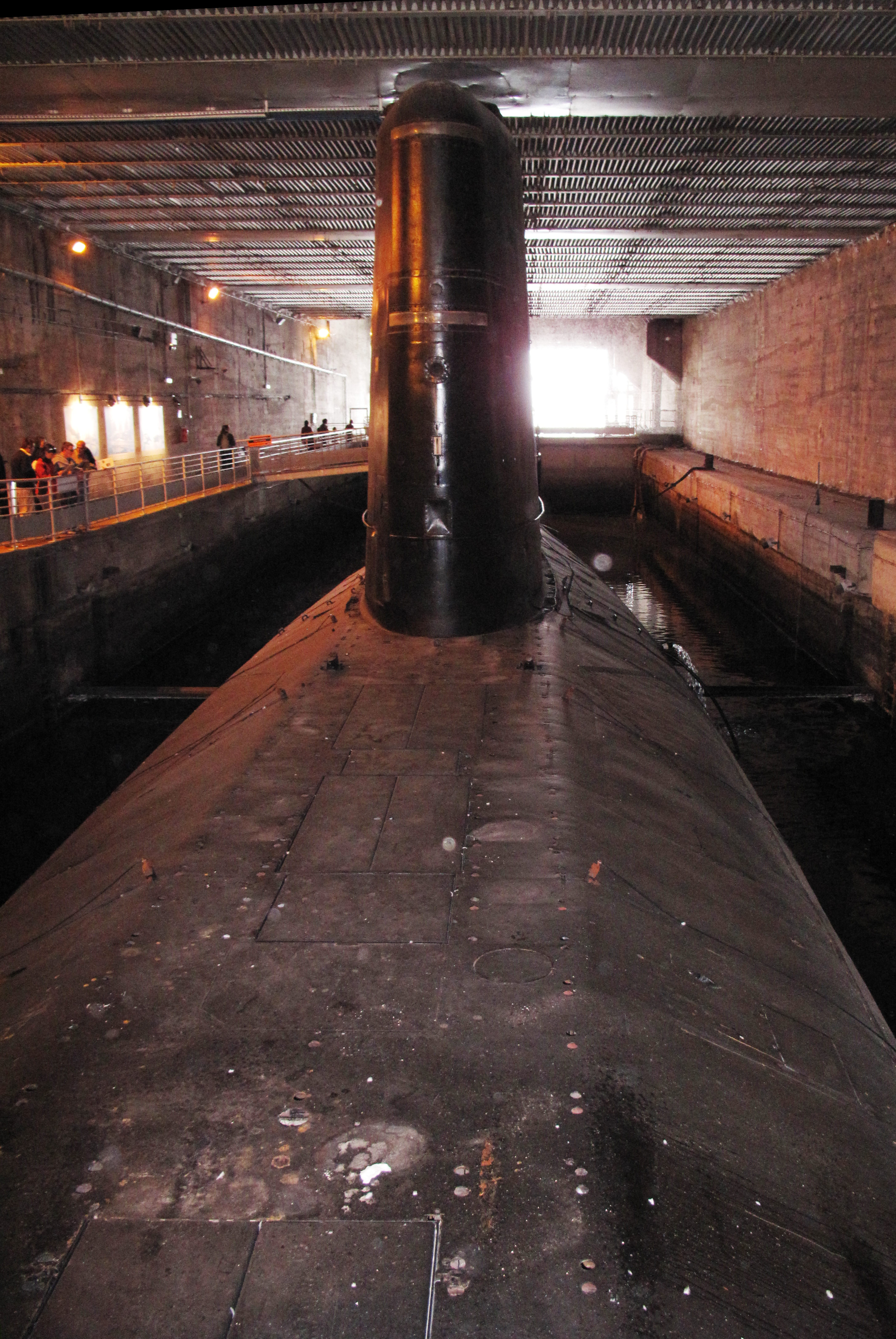
Vordeck der Espadon mit Blick nach achtern auf den Turm
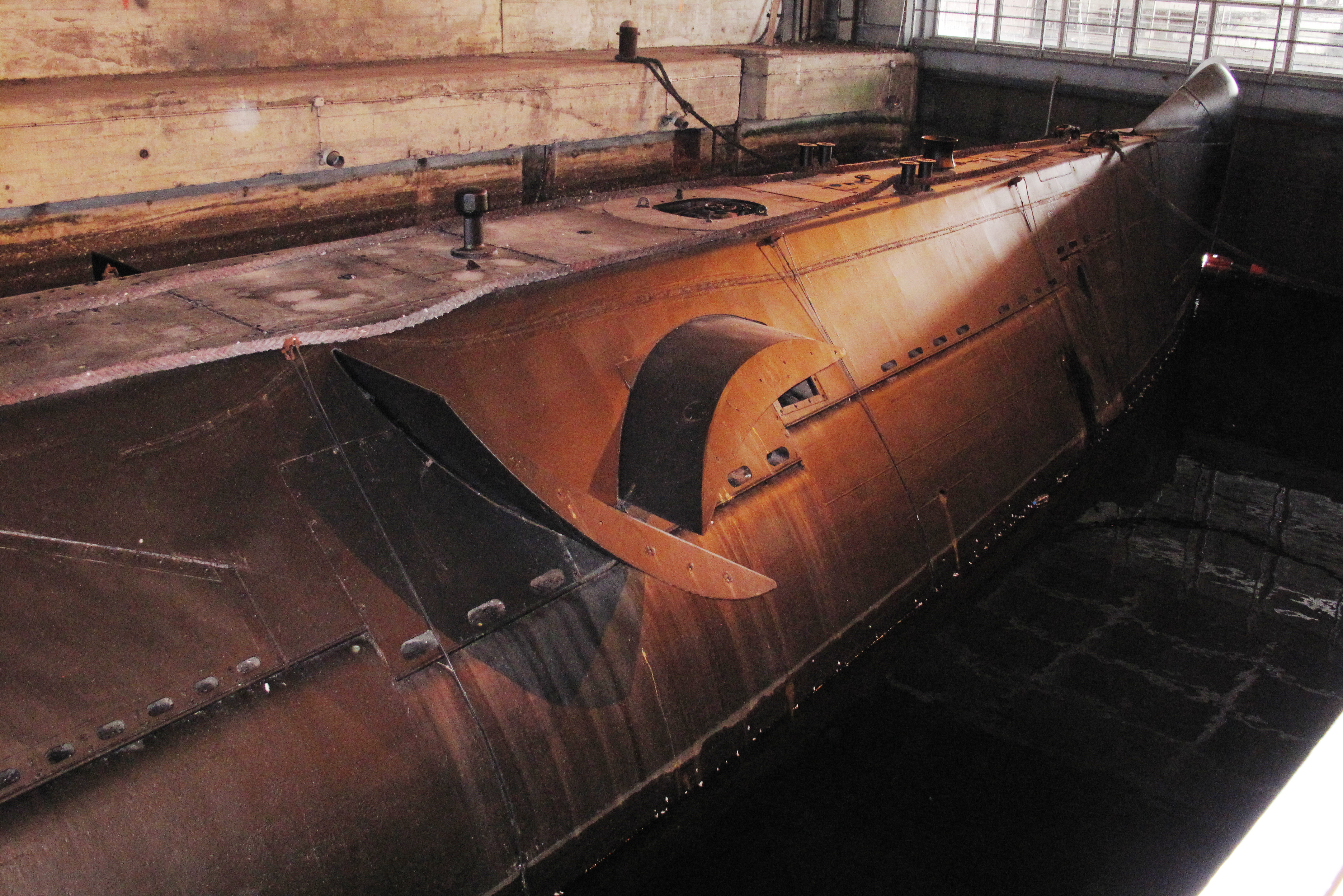
Detailaufnahme der aus- und einfahrbahren starren Bugtiefenruder und des Aktivsonars auf der Bugspitze der Espadon
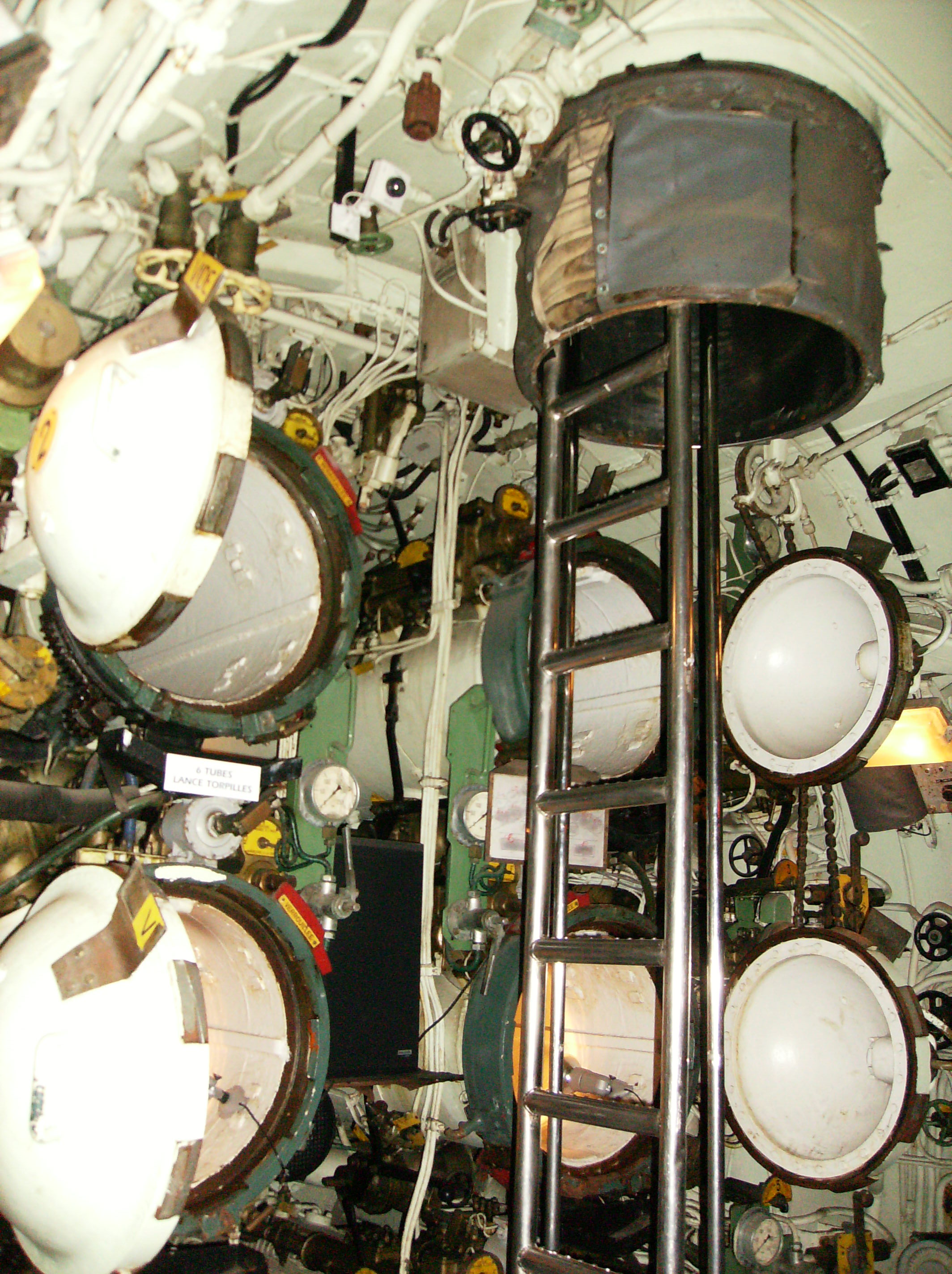
Bugtorpedoraum mit Einstiegslug im Inneren der Espadon; es sind die oberen vier der insgesamt sechs Bugtorpedorohre zu sehen

## Erläuterungen
1. ↑  Der französische metrische 550-mm-Standard lässt sich mit Einsteckadaptern auf den international verbreiteten 533-mm-Standard (21 Zoll) umstellen.
2. 1 2  Les sous-marins d’escadre type Narval. netmarine.net, 2007, abgerufen am 2. Januar 2016 (französisch).
3. ↑  Sous-marin Espadon : Caractéristiques principales. netmarine.net, 2012, abgerufen am 1. Januar 2016 (französisch).
4. 1 2 3 4 5 6 7 8 9 10 11 12 13 14 15 16 17 18 19 20 21 22 23 24 25 26 27 28  Sous-marin d'escadre Narval. netmarine.net, 2012, abgerufen am 1. Januar 2016 (französisch).
5. 1 2  Sous-marin d'escadre Marsouin. netmarine.net, 2012, abgerufen am 1. Januar 2016 (französisch).
6. 1 2  Sous-marin d'escadre Dauphin. netmarine.net, 2012, abgerufen am 1. Januar 2016 (französisch).
7. 1 2  Sous-marin d'escadre Requin. netmarine.net, 2012, abgerufen am 1. Januar 2016 (französisch).
8. ↑  Sous-marin d'escadre Espadon. netmarine.net, 2012, abgerufen am 1. Januar 2016 (französisch).
9. ↑  Sous-marin d'escadre Morse. netmarine.net, 2012, abgerufen am 1. Januar 2016 (französisch).